# The Complete BBC Recordings (album de Joy Division)
Albums de Joy Division
Preston 28 February 1980
(1999) Les Bains Douches 18 December 1979
(2001)
The Complete BBC Recordings est une compilation du groupe de rock britannique Joy Division, sortie en octobre 2000 par Strange Fruit. Elle est composée des deux Peel Sessions enregistrés par le groupe, de deux chansons interprétées lors du programme Something Else (TV series) (en) de la BBC Television et d'une interview.
L'album est ressorti en 2004 sous le titre Before and After – The BBC Sessions. Les chansons de Joy Division sont les mêmes, mais il contient également un album de New Order. Toutes les chansons sont ensuite incluses sur le second disque de The Best of Joy Division en 2008.

## Réception
Roy Wilkinson de Select (magazine) (en) a donné la note de cinq étoiles sur cinq. Il a loué les chansons qui ne faisait pas partie des albums studios de Joy Division telles que Exercise One et Sound of Music, les décrivant comme « aussi profonde que peut l'être la musique pop »,.

## Liste des titres
Toutes les chansons sont composées par Joy Division.
| LP (SFRSLP094) et CD (SFRSCD094) | LP (SFRSLP094) et CD (SFRSCD094)                           | LP (SFRSLP094) et CD (SFRSCD094) | LP (SFRSLP094) et CD (SFRSCD094) | LP (SFRSLP094) et CD (SFRSCD094) | LP (SFRSLP094) et CD (SFRSCD094) | LP (SFRSLP094) et CD (SFRSCD094) | LP (SFRSLP094) et CD (SFRSCD094) | LP (SFRSLP094) et CD (SFRSCD094) | LP (SFRSLP094) et CD (SFRSCD094) |
| No                               | Titre                                                      | Durée                            |                                  |                                  |                                  |                                  |                                  |                                  |                                  |
| -------------------------------- | ---------------------------------------------------------- | -------------------------------- | -------------------------------- | -------------------------------- | -------------------------------- | -------------------------------- | -------------------------------- | -------------------------------- | -------------------------------- |
| 1.                               | Exercise One                                               | 2:32                             |                                  |                                  |                                  |                                  |                                  |                                  |                                  |
| 2.                               | Insight                                                    | 3:53                             |                                  |                                  |                                  |                                  |                                  |                                  |                                  |
| 3.                               | She's Lost Control                                         | 4:11                             |                                  |                                  |                                  |                                  |                                  |                                  |                                  |
| 4.                               | Transmission                                               | 3:58                             |                                  |                                  |                                  |                                  |                                  |                                  |                                  |
| 5.                               | Love Will Tear Us Apart                                    | 3:25                             |                                  |                                  |                                  |                                  |                                  |                                  |                                  |
| 6.                               | Twenty Four Hours                                          | 4:10                             |                                  |                                  |                                  |                                  |                                  |                                  |                                  |
| 7.                               | Colony                                                     | 4:05                             |                                  |                                  |                                  |                                  |                                  |                                  |                                  |
| 8.                               | Sound of Music                                             | 4:27                             |                                  |                                  |                                  |                                  |                                  |                                  |                                  |
| 9.                               | Transmission                                               | 3:18                             |                                  |                                  |                                  |                                  |                                  |                                  |                                  |
| 10.                              | She's Lost Control                                         | 3:44                             |                                  |                                  |                                  |                                  |                                  |                                  |                                  |
| 11.                              | Ian Curtis & Stephen Morris interviewed by Richard Skinner | 3:32                             |                                  |                                  |                                  |                                  |                                  |                                  |                                  |
| 41:15                            |                                                            |                                  |                                  |                                  |                                  |                                  |                                  |                                  |                                  |

## Lieux d'enregistrements
- Les pistes 1 à 4 ont été enregistrées le 31 janvier 1979 au BBC Studios à Maida Vale à Londres en Angleterre pour les Peel Sessions.
- Les pistes 1 à 4 ont été enregistrées le 26 novembre 1979 au BBC Studios à Maida Vale à Londres en Angleterre pour les Peel Sessions.
- Les pistes 9 et 10 ont été enregistrées en direct pour Something Else (TV series) (en) le 1er septembre 1979. Elles n'ont pas été éditées auparavant.
- La piste 11 a été enregistrée pour la BBC Radio 1 en 1979. Elle n'a pas été éditée auparavant.